# Hwang Ye-Sul
Hwang Ye-Sul (en coreano: 황예슬; Gyeonggi, 2 de noviembre de 1987) es una deportista surcoreana que compitió en judo. Ganó una medalla en los Juegos Asiáticos de 2010, y cuatro medallas en el Campeonato Asiático de Judo entre los años 2009 y 2013.

## Palmarés internacional
| Juegos Asiáticos    | Juegos Asiáticos     | Juegos Asiáticos  | Juegos Asiáticos |
| Año                 | Lugar                | Medalla           | Categoría        |
| ------------------- | -------------------- | ----------------- | ---------------- |
| 2010                | Cantón (China)       | Medalla de oro    | –70 kg           |
| Campeonato Asiático |                      |                   |                  |
| Año                 | Lugar                | Medalla           | Categoría        |
| 2009                | Taipéi (Taiwán)      | Medalla de bronce | –70 kg           |
| 2011                | Abu Dabi (EAU)       | Medalla de oro    | –70 kg           |
| 2012                | Taskent (Uzbekistán) | Medalla de oro    | –70 kg           |
| 2013                | Bangkok (Tailandia)  | Medalla de oro    | –70 kg           |